# MotoCzysz
MotoCzysz (sprich Moto Sis) ist ein US-amerikanischer Hersteller von Motorrädern mit Sitz in Portland im Bundesstaat Oregon.

## Hintergrund und Vorgeschichte
Der Firmengründer Michael Czysz (sprich sis) tat sich in den USA als Stararchitekt hervor, der neben Hotels und Nachtclubs in Las Vegas unter anderem für Lenny Kravitz und Cindy Crawford Häuser entwarf. Csysz Familie bis hin zu den Großeltern war dem Motorradsport nach eigenen Angaben immer eng verbunden. Er selbst fuhr seit seiner Jugend Motorrad und nahm an Rennveranstaltungen teil. Im Alter von etwa 40 Jahren besuchte er die Ausstellung Art of the Motorcycle des Guggenheim Museum in Las Vegas und war fasziniert von der Britten V 1000 – dem letzten Motorrad, das von einem Privatmann, dem Neuseeländer John Britten, für den Einsatz in der Motorrad-Weltmeisterschaft zwischen 1991 und 1998 gebaut worden war. Czysz entschied sich daraufhin, mit einem eigenen Entwurf in der MotoGP-Klasse anzutreten.

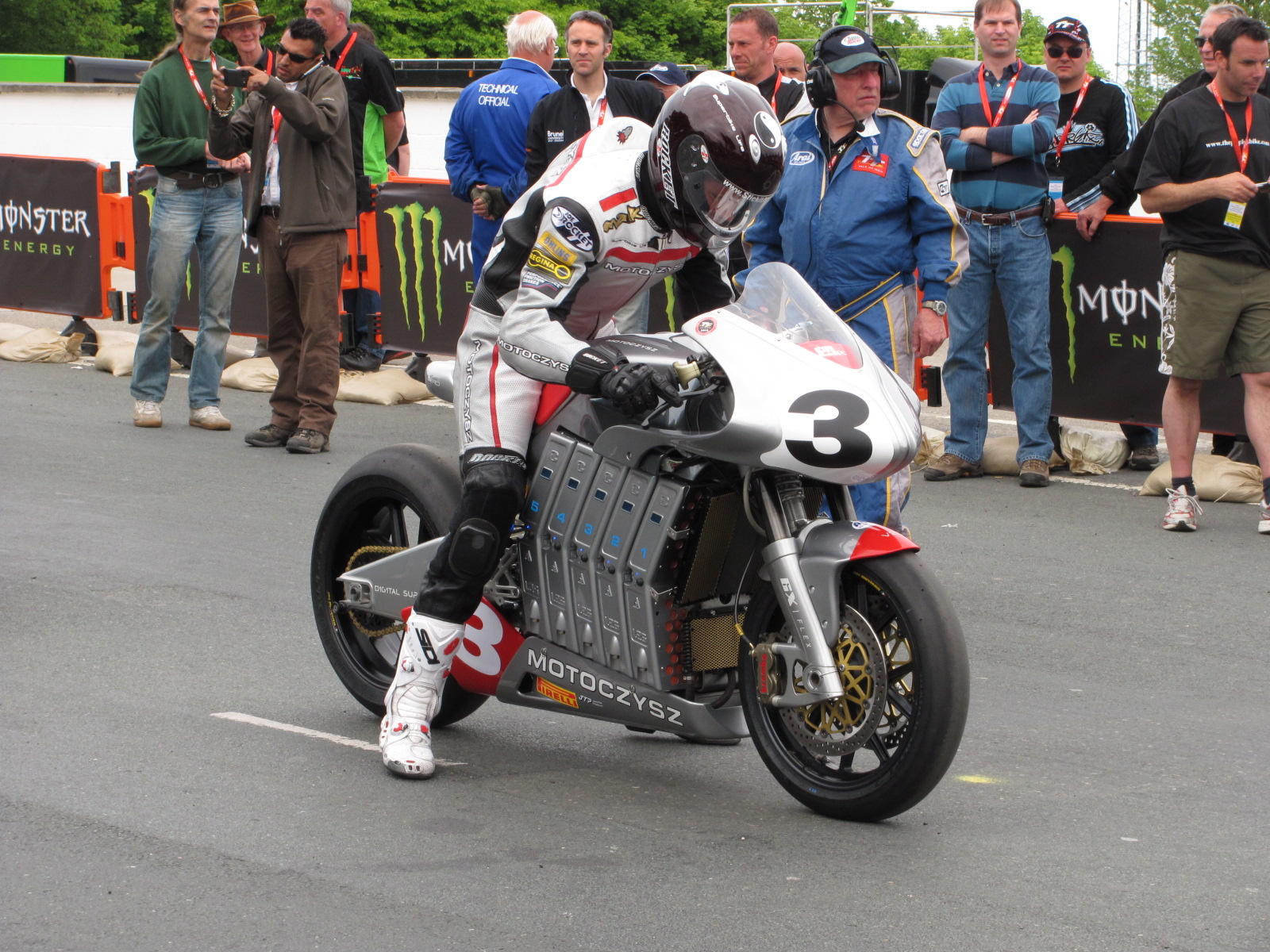
Mark Miller 2010 auf der E1pc
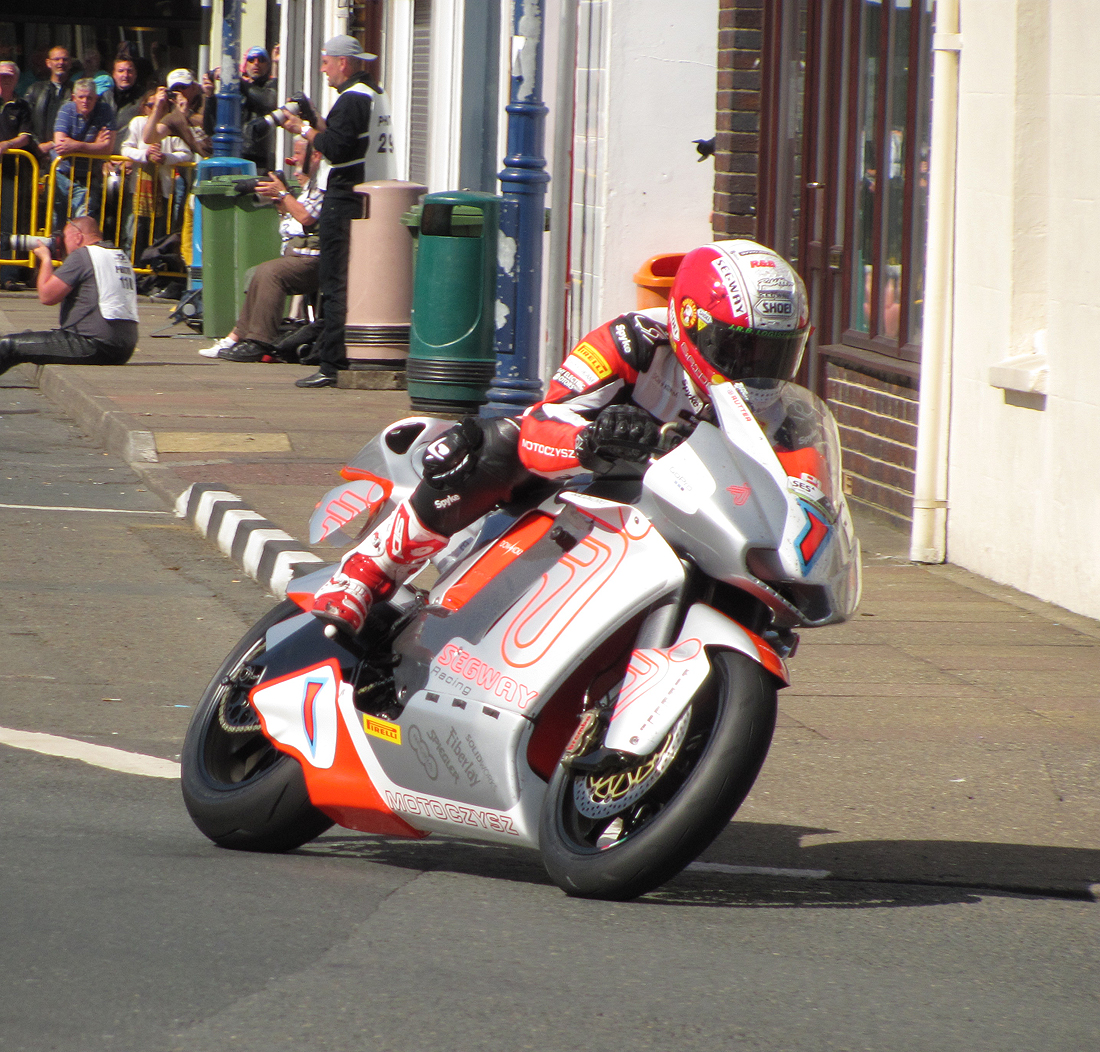
Rutter bei der TT 2012 auf der E1pc
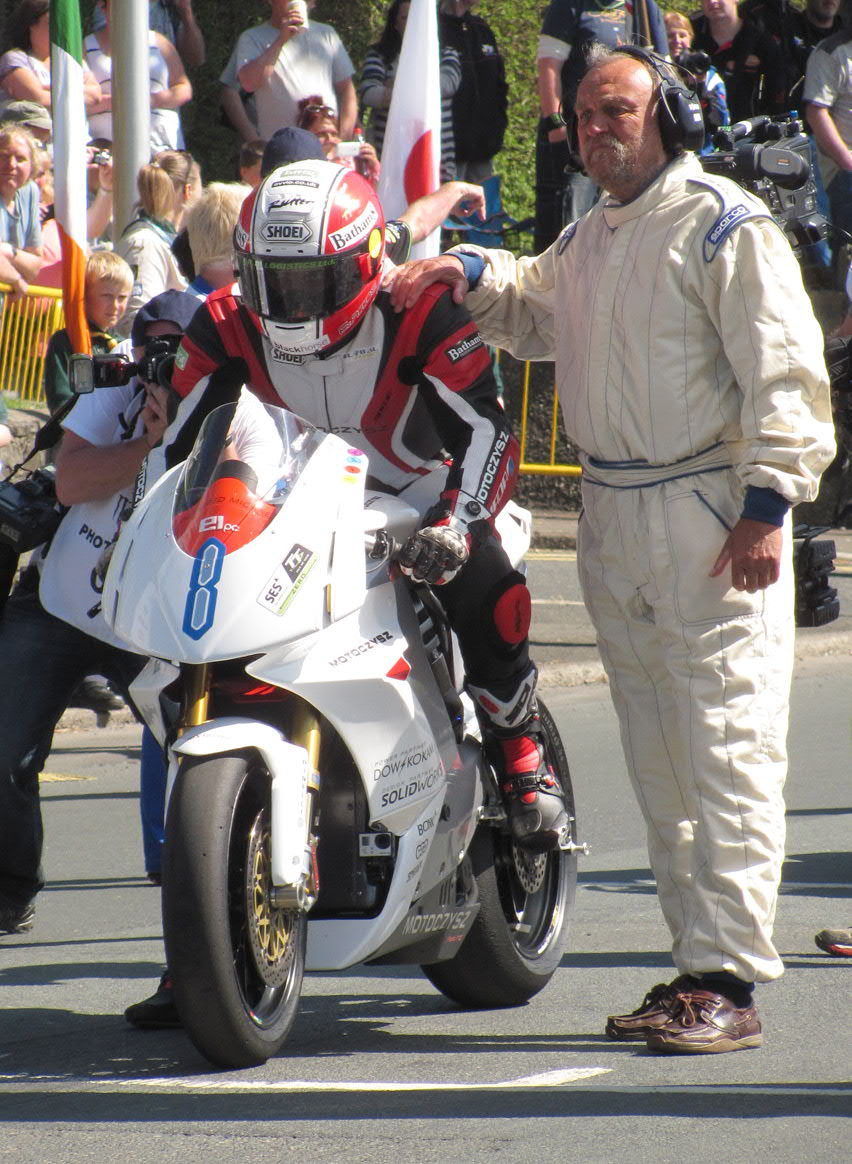
Rutter bei der TT 2013

## Unternehmensgeschichte
Czysz gründete das Unternehmen 2003 in Portland, Oregon. Er engagierte Planer, Konstrukteure und Ingenieure und entwarf auch selber Bauteile für ein konventionelles Rennmotorrad mit Verbrennungsmotor mit der Bezeichnung C1. In dem Entwurf fanden sich 15 Patente wieder. Einige, wie etwa die Gabel, finden auch in den aktuellen Modellen Verwendung. Czysz Patent beruht hier auf einer modifizierten ovalen Telegabel mit Gleitlagern. Der Motor hatte einen Hubraum von 990 cm³ und das Unternehmen wollte in der Saison 2008 an den Start gehen. 2007 änderte die FIM das Reglement in der MotoGP-Klasse: Motoren bis 1000 cm³ waren nicht mehr zulässig. Quasi über Nacht stand das Unternehmen vor dem Aus. Czysz entschied stattdessen im Dezember 2008 ein Elektromotorrad zu bauen, um in dieser 2009 erstmals bei der Isle of Man TT vertretenen Klasse anzutreten. Die Entscheidung führte zur Entwicklung der E1pc. Zunächst wurden Motoren der indischen Firma Agni und Notebook-Batterien verbaut. Misserfolge führten erneut zur Entwicklung eigener Bauteile. Der bürstenlose Gleichstrommotor, der aktuell bei 8000/min 150 kW leistet, war dann der Durchbruch. 2013 konnte erstmals die symbolträchtige Marke von 100 mph (160,93 km/h) Durchschnittsgeschwindigkeit bei der Tourist Trophy überschritten werden. Die elektrische Ladung der aktuellen Modelle soll eigenen Angaben nach "10 times the battery capacity of a Toyota Prius" (dt. "10-fache Kapazität eines Toyota Prius") haben. Das Unternehmen gilt als Bahnbrecher und Marktführer im Segment der Elektromotorräder. Am 7. Mai 2016 verstarb der Firmengründer im Alter von 52 Jahren an Krebs. Wie es mit dem Unternehmen weitergeht, ist (stand Mai 2016) noch unklar.

## Rennerfolge (Auszug)
| Jahr | Klasse  | Fahrer         | Rennen         |
| ---- | ------- | -------------- | -------------- |
| 2010 | TT-Zero | Mark Miller    | Isle of Man TT |
| 2011 | TT-Zero | Michael Rutter | Isle of Man TT |
| 2012 | TT-Zero | Michael Rutter | Isle of Man TT |
| 2013 | TT-Zero | Michael Rutter | Isle of Man TT |